# نرینکس (کنتاکی)
نرینکس (به انگلیسی: Nerinx) یک منطقهٔ مسکونی در ایالات متحده آمریکا است که در شهرستان ماریون، کنتاکی واقع شده‌است. نرینکس ۲۱۴٫۸۹ متر بالاتر از سطح دریا واقع شده‌است.